# احمد حفناوی
احمد حفناوی (انگلیسی: Ahmed Hafnaoui؛ زادهٔ ۴ دسامبر ۲۰۰۲) شناگر اهل تونس است.
وی در مسابقات کشوری و بین‌المللی در مجموع برندهٔ ۱ مدال طلا، ۱ مدال نقره، ۳ مدال برنز شده‌است.